# 24. Kanadisches Kabinett
Das 24. Kanadische Kabinett (engl. 24th Canadian Ministry, franz. 24e conseil des ministres du Canada) regierte Kanada vom 17. September 1984 bis zum 24. Juni 1993. Dieses von Premierminister Brian Mulroney angeführte Kabinett bestand aus Mitgliedern der Progressiv-konservativen Partei.

## Minister
| Amt                                                              | Name | Zeitraum |
| ---------------------------------------------------------------- | --- | --- |
| Premierminister                                                  | Brian Mulroney | 17. September 1984 – 24. Juni 1993 |
| Vize-Premierminister                                             | Erik Nielsen Donald Mazankowski | 17. September 1984 – 30. Juni 1986 1. Juli 1986 – 24. Juni 1993 |
| Außenminister                                                    | Joe Clark Barbara McDougall | 17. September 1984 – 20. April 1991 21. April 1991 – 24. Juni 1993 |
| Justizminister und Attorney General                              | John Crosbie Ray Hnatyshyn Joe Clark (geschäftsführend) Douglas Lewis Kim Campbell Pierre Blais | 17. September 1984 – 29. Juni 1986 30. Juni 1986 – 7. Dezember 1988 8. Dezember 1988 – 29. Januar 1989 30. Januar 1989 – 22. Februar 1990 23. Februar 1990 – 3. Januar 1993 4. Januar 1993 – 24. Juni 1993                                                  |
| Verteidigungsminister                                            | Robert Coates Erik Nielsen (geschäftsführend) Erik Nielsen Perrin Beatty Bill McKnight Marcel Masse Kim Campbell                                                                                   | 17. September 1984 – 11. Februar 1985 12. Februar 1985 – 26. Februar 1985 27. Februar 1985 – 29. Juni 1986 30. Juni 1986 – 29. Januar 1989 30. Januar 1989 – 20. April 1991 21. April 1991 – 3. Januar 1993 4. Januar 1993 – 24. Juni 1993                  |
| Finanzminister                                                   | Michael Wilson Donald Mazankowski | 17. September 1984 – 20. April 1991 21. April 1991 – 24. Juni 1993 |
| Minister für nationale Einkünfte                                 | Perrin Beatty Elmer MacKay Otto Jelinek | 17. September 1984 – 19. August 1985 20. August 1985 – 29. Januar 1989 30. Januar 1989 – 24. Juni 1993 |
| Minister für internationalen Handel                              | James Kelleher Pat Carney John Crosbie Michael Wilson | 17. September 1984 – 29. Juni 1986 30. Juni 1986 – 30. März 1988 31. März 1988 – 20. April 1991 21. April 1991 – 24. Juni 1993 |
| Verkehrsminister                                                 | Donald Mazankowski John Crosbie Benoît Bouchard Douglas Lewis Jean Corbeil | 17. September 1984 – 29. Juni 1986 30. Juni 1986 – 30. März 1988 31. März 1988 – 22. Februar 1990 23. Februar 1990 – 20. April 1991 21. April 1991 – 24. Juni 1993                                                                                          |
| Umweltminister                                                   | Suzanne Blais-Grenier Thomas Michael McMillan Lucien Bouchard (geschäftsführend) Lucien Bouchard Frank Oberle (geschäftsführend) Robert de Cotret (geschäftsführend) Robert de Cotret Jean Charest | 17. September 1984 – 19. August 1985 20. August 1985 – 7. Dezember 1988 8. Dezember 1988 – 29. Januar 1989 30. Januar 1989 – 21. Mai 1990 22. Mai 1990 22. Mai 1990 – 19. September 1990 20. September 1990 – 20. April 1991 21. April 1991 – 24. Juni 1993 |
| Arbeitsminister                                                  | Bill McKnight Pierre Cadieux Jean Corbeil Marcel Danis | 17. September 1984 – 29. Juni 1986 30. Juni 1986 – 29. Januar 1989 30. Januar 1989 – 20. April 1991 21. April 1991 – 24. Juni 1993 |
| Minister für nationale Gesundheit und Wohlfahrt                  | Jake Epp Perrin Beatty Benoît Bouchard | 17. September 1984 – 29. Januar 1989 30. Januar 1989 – 20. April 1991 21. April 1991 – 24. Juni 1993 |
| Landwirtschaftsminister                                          | John Wise Donald Mazankowski Bill McKnight Charles Mayer | 17. September 1984 – 14. September 1988 15. September 1988 – 20. April 1991 21. April 1991 – 3. Januar 1993 4. Januar 1993 – 24. Juni 1993 |
| Minister für Fischerei und Ozeane                                | John Allen Fraser Erik Nielsen (geschäftsführend) Thomas Siddon Bernard Valcourt John Crosbie | 17. September 1984 – 23. September 1985 24. September 1985 – 19. November 1985 20. November 1985 – 22. Februar 1990 23. Februar 1990 – 20. April 1991 21. April 1991 – 24. Juni 1993                                                                        |
| Forstwirtschaftsminister                                         | Frank Oberle | 23. Februar 1990 – 24. Juni 1993 |
| Minister für Energie, Bergbau und Ressourcen                     | Pat Carney Marcel Masse Jake Epp Bill McKnight | 17. September 1984 – 29. Juni 1986 30. Juni 1986 – 29. Januar 1989 30. Januar 1989 – 3. Januar 1993 4. Januar 1993 – 24. Juni 1993 |
| Minister für Industrie, Wissenschaft und Industrie               | Benoît Bouchard Michael Wilson | 23. Februar 1990 – 20. April 1991 21. April 1991 – 24. Juni 1993 |
| Wissenschaftsminister                                            | William Winegard Thomas Hockin | 23. Februar 1990 – 3. Januar 1993 4. Januar 1993 – 24. Juni 1993 |
| Minister für Kommunikation                                       | Marcel Masse Benoît Bouchard (geschäftsführend) Marcel Masse Flora Isabel MacDonald Lowell Murray (geschäftsführend) Marcel Masse Perrin Beatty                                                    | 17. September 1984 – 25. September 1985 26. September 1985 – 29. November 1985 30. November 1985 – 29. Juni 1986 30. Juni 1986 – 7. Dezember 1988 8. Dezember 1988 – 29. Januar 1989 30. Januar 1989 – 20. April 1991 21. April 1991 – 24. Juni 1993        |
| Minister für Konsumenten- und Unternehmensangelegenheiten        | Michel Côté Harvie Andre Bernard Valcourt Harvie Andre (geschäftsführend) Pierre Blais Pierre H. Vincent                                                                                           | 17. September 1984 – 29. Juni 1986 30. Juni 1986 – 29. Januar 1989 30. Januar 1989 – 1. August 1989 2. August 1989 – 22. Februar 1990 23. Februar 1990 – 3. Januar 1993 4. Januar 1993 – 24. Juni 1993                                                      |
| Minister für Versorgung und Dienstleistungen                     | Harvie Andre Stewart McInnes Monique Vézina Michel Côté Stewart McInnes (geschäftsführend) Otto Jelinek Paul Dick                                                                                  | 17. September 1984 – 19. August 1985 20. August 1985 – 29. Juni 1986 30. Juni 1986 – 26. August 1987 27. August 1987 – 2. Februar 1988 3. Februar 1988 – 30. März 1988 31. März 1988 – 29. Januar 1989 30. Januar 1989 – 24. Juni 1993                      |
| Minister für staatliche Bauvorhaben                              | Roch La Salle Stewart McInnes Otto Jelinek (geschäftsführend) Elmer MacKay | 17. September 1984 – 29. Juni 1986 30. Juni 1986 – 7. Dezember 1988 8. Dezember 1988 – 29. Januar 1989 30. Januar 1989 – 24. Juni 1993 |
| Minister für Beschäftigung und Einwanderung                      | Flora Isabel MacDonald Benoît Bouchard Barbara McDougall Bernard Valcourt | 17. September 1984 – 29. Juni 1986 30. Juni 1986 – 30. März 1988 31. März 1988 – 20. April 1991 21. April 1991 – 24. Juni 1993 |
| Minister für Multikulturalismus und Staatsbürgerschaft           | Gerry Weiner | 21. April 1991 – 24. Juni 1993 |
| Minister für Indianerangelegenheiten und Entwicklung des Nordens | David Crombie Bill McKnight Pierre Cadieux Thomas Siddon | 17. September 1984 – 29. Juni 1986 30. Juni 1986 – 29. Januar 1989 30. Januar 1989 – 22. Februar 1990 23. Februar 1990 – 24. Juni 1993 |
| Minister für regionale industrielle Expansion                    | Sinclair Stevens Donald Mazankowski (geschäftsführend) Michel Côté Robert de Cotret Harvie Andre                                                                                                   | 17. September 1984 – 12. Mai 1986 13. Mai 1986 – 29. Juni 1986 30. Juni 1986 – 26. August 1987 27. August 1987 – 29. Januar 1989 30. Januar 1989 – 22. Februar 1990                                                                                         |
| Minister für wirtschaftliche und regionale Entwicklung           | Sinclair Stevens Donald Mazankowski (geschäftsführend) Michel Côté Robert de Cotret Harvie Andre                                                                                                   | 17. September 1984 – 12. Mai 1986 13. Mai 1986 – 29. Juni 1986 30. Juni 1986 – 26. August 1987 27. August 1987 – 29. Januar 1989 30. Januar 1989 – 22. Februar 1990                                                                                         |
| Minister für das atlantische Kanada                              | Gerald Merrithew Elmer MacKay John Crosbie | 15. September 1988 – 29. Januar 1989 30. Januar 1989 – 20. April 1991 21. April 1991 – 24. Juni 1993 |
| Minister für wirtschaftliche Diversifikation des Westens         | Bill McKnight Charles Mayer Mary Collins | 17. September 1984 – 29. Januar 1989 30. Januar 1989 – 3. Januar 1993 4. Januar 1993 – 24. Juni 1993 |
| Minister für Veteranenangelegenheiten                            | George Hees Gerald Merrithew Kim Campbell | 17. September 1984 – 14. September 1988 15. September 1988 – 3. Januar 1993 4. Januar 1993 – 24. Juni 1993 |
| Minister für Außenbeziehungen                                    | Monique Vézina Monique Landry Monique Vézina | 17. September 1984 – 29. Juni 1986 30. Juni 1986 – 3. Januar 1993 4. Januar 1993 – 24. Juni 1993 |
| Beigeordneter Verteidigungsminister                              | vakant Harvie Andre Paul Dick Mary Collins vakant | 17. September 1984 – 19. August 1985 20. August 1985 – 29. Juni 1986 30. Juni 1986 – 29. Januar 1989 30. Januar 1989 – 3. Januar 1993 4. Januar 1993 – 24. Juni 1993                                                                                        |
| Staatssekretär für Kanada                                        | Walter McLean Benoît Bouchard David Crombie Lucien Bouchard Gerry Weiner Robert de Cotret Monique Landry                                                                                           | 17. September 1984 – 19. August 1985 20. August 1985 – 29. Juni 1986 30. Juni 1986 – 30. März 1988 31. März 1988 – 29. Januar 1989 30. Januar 1989 – 20. April 1991 21. April 1991 – 3. Januar 1993 4. Januar 1993 – 24. Juni 1993                          |
| Präsident des Schatzamtausschusses                               | Robert de Cotret Donald Mazankowski Pat Carney Michael Wilson Douglas Lewis Robert de Cotret Gilles Loiselle                                                                                       | 17. September 1984 – 26. August 1987 27. August 1987 – 30. März 1988 31. März 1988 – 27. September 1988 28. September 1988 – 6. Dezember 1988 7. Dezember 1988 – 29. Januar 1989 30. Januar 1989 – 19. September 1990 20. September 1990 – 24. Juni 1993    |
| Präsident des Kronrates                                          | Erik Nielsen Ray Hnatyshyn Donald Mazankowski Joe Clark | 17. September 1984 – 26. Februar 1985 27. Februar 1985 – 29. Juni 1986 30. Juni 1986 – 20. April 1991 21. April 1991 – 24. Juni 1993 |
| Solicitor General                                                | Elmer MacKay Perrin Beatty James Kelleher Perrin Beatty (geschäftsführend) Pierre Blais Pierre Cadieux Douglas Lewis                                                                               | 17. September 1984 – 19. August 1985 20. August 1985 – 29. Juni 1986 30. Juni 1986 – 7. Dezember 1988 8. Dezember 1988 – 29. Januar 1989 30. Januar 1989 – 22. Februar 1990 23. Februar 1990 – 20. April 1991 21. April 1991 – 24. Juni 1993                |
| Fraktionsvorsitzender der Regierungspartei im Senat              | Dufferin Roblin Lowell Murray | 17. September 1984 – 29. Juni 1986 30. Juni 1986 – 24. Juni 1993 |